# LILIT
Лилит Робертовна Арутюнян (род. 20 августа 1987, Минеральные Воды, СССР), творческий псевдоним LILIT — российская эстрадно-джазовая певица, работающая в рамках синтеза отечественного и западного поп-мейнстрима. Большая популярность пришла благодаря телевизионному проекту «Голос».

## Биография
Лилит Арутюнян родилась 20 августа 1987 года в Минеральных Водах.

### Детство
Раннее детство исполнительница провела в Минеральных Водах. Мама во всем помогала дочери, пока Лилит получала музыкальное образование, и всегда была её исповедником, куда бы ни забрасывала география.
Начала девочка в 3 года, попала в кружок для одаренных детей. Музыкальные педагоги давали ей непростые малые фольклорные формы, хотя в 3 года голосовой аппарат не сформирован, и большинство детей следуют советам преподавателей интуитивно и подражательно.
Поступила в музыкальную школу по классу фортепиано, занималась академическим вокалом, обучалась эстрадным танцам. Многостаночность давалась LILIT легко, родителям не приходилось давить на увлечённую ученицу. Они никогда не ограничивали дочь в выборе дела для души и не принуждали сворачивать с выбранного пути.

### Карьера и образование
Свой первый полноценный концерт Лилит дала еще в совсем юном возрасте, публика щедро одаривала ее овациями еще в возрасте 9-ти лет.
После окончания средней школы молодую певицу приняли экстерном на второй курс Сочинского колледжа искусств, в класс эстрадно-джазового пения. На одном из джазовых сочинских фестивалей она познакомилась с художественным руководителем «Биг-Бэнда Сочи» Сергеем Кокориным. Именно этот джазмен придал новый импульс музыкальной карьере LILIT, часто доверяя ей вокал в публичных выступлениях своего коллектива.
Музыкальный колледж в Сочи LILIT окончила с отличием, это был первый её красный диплом. Потом был заработан второй, из Московского государственного института культуры (МГИК, бывш. МГУКИ), с факультета эстрадно-джазового вокала, где она училась под чутким руководством наставника и педагога Нани Брегвадзе. В этот период LILIT узнала, что значит «работать много», выступала с живыми составами за заметный профессиональный рост. LILIT также — аспирант Московского Государственного Института Культуры.

### Сотрудничество
За время своего прибывания на музыкальной сцене, LILIT была участницей весьма таких значимых коллабораций, как: Эдуард Артемьев, Brandon Stone, Виген Шакарян, Дарья Кузнецова, Арсен Касиев и многие другие.

## Вокальная школа
В 2013 году LILIT открыла свою школу вокального искусства «Музыкальная Волна». В рамках школы преподает вокал лично, сподвигая учеников двигаться к исполнению своих мечт.

## Личная жизнь
С 2013 года замужем за продюcером Константином Арчи.

## Дискография
- 2005 — Снова в бой
- 2006 — За облаками
- 2007 — Солнце и луна
- 2007 — Люблю тебя
- 2013 — Нам не нужна война
- 2014 — Моя мечта
- 2015 — Любовь на расстоянии
- 2016 — Просто будем танцевать
- 2017 — Осколками
- 2017 — Вслед за ним
- 2018 — Мимо сердца
- 2019 — IM YAR
- 2019 — MOKAC HARSNER
- 2020 — QEZ-QEZ
- 2020 — BOBIK JUR MI ERA

## Видеография
- 2013 — Нам не нужна война
- 2016 — Просто будем танцевать
- 2017 — Вслед за ним
- 2019 — IM YAR
- 2020 — QEZ-QEZ
- 2020 — BOBIK JUR MI ERA
- 2020 — Осколками

## Список особых достижений по годам
- 1999 — Лауреат Джазового фестиваля ДМШИ им. В. И. Сафонова;
- 2000 — Лауреат Всероссийского конкурса артистов эстрады «Орлята России»;
- 2001 — Гран-при эстрадно-джазового фестиваля «Мир Искусств», Ростов;
- 2003 — Лауреат Международного джазового фестиваля «Анапа-2003»;
- 2004 — Лауреат Джазового Фестиваля «Евразия», Оренбург;
- 2005 — Лауреат 3-го Всероссийского джазового фестиваля молодых исполнителей Игоря Бриля, Сочи;
- 2006 — Лауреат 1-й степени Московского Международного Молодежного Фестиваля «Солнце светит всем»;
- 2007 — Вручение красного диплома ГБПОУ КК «Сочинский колледж искусств» по классу Эстрадно-Джазовый вокал;
- 2007 — Гран-при Всероссийского фестиваля «Страна Магнолий», Санкт-Петербург;
- 2011 — Финалистка шоу «Минута славы» на Первом канале;
- 2012 — Вручение красного диплома МГИК по специальности педагог Эстрадно-Джазового вокала;
- 2013 — Резидент музыкального проекта JazzParking;
- 2013 — Полуфиналистка второго сезона главного музыкального проекта страны «Голос» на Первом канале;
- 2014 — Полуфиналистка проекта «Новая волна»;
- 2014 — Победительница проекта «EnergyVision» на радио ENERGY;
- 2014 — Финалистка проекта Emporio Music Fest;
- 2015 — Открытие собственной школы вокала;
- 2015 — Вручение красного диплома аспирантуру МГИК по специальности педагог Эстрадно-Джазового вокала;
- 2016 — Номинация дуэт года «RUSSIANMUSICBOX»;
- 2016 — Победительница в номинации «ПЕВИЦА ГОДА» MUZPLAY;[8]
- 2016 — Финалистка отборочного тура Евровидения в Армении[9];
- 2016 — Куратор детского Всемирного фонда «MYWAY»;
- 2016 — Солистка Центрального военного оркестра Министерства обороны Российской Федерации;
- 2016 — Озвучила саундтрек «Сибирский Цирюльник» Эдуарда Артемьева;
- 2017 — Номинация прорыв года «RUSSIANMUSICBOX»;
- 2017 — Постановка мюзикла «ПОЛНОЛУНИЕ»,Солистка;
- 2017 — Победительница в номинации "ГЛЯНЦЕВЫЙ ГОЛОС РОССИИ"по версии журнала #BLOGGMAGAZINE[10]
- 2017 — Открытие всемирного форума, в рамках Synergy Forum, СК Олимпийский